# Thalictrum dalzellii
Thalictrum dalzellii är en ranunkelväxtart som beskrevs av William Jackson Hooker. Thalictrum dalzellii ingår i släktet rutor, och familjen ranunkelväxter. Inga underarter finns listade i Catalogue of Life.